# Louis XVI, l'homme qui ne voulait pas être roi
Louis XVI, l’homme qui ne voulait pas être roi est un documentaire-fiction français retraçant la vie du roi Louis XVI de son avènement (1774) à la veille de la Révolution (1789). Réalisé par Thierry Binisti, il fut diffusé le 29 novembre 2011 sur France 2.

## Synopsis
Troisième volet de la trilogie versaillaise produite par « Les Films d’ici » avec France Télévisions et la participation du Château de Versailles (après Versailles le rêve d’un roi et Louis XV, le soleil noir) le film Louis XVI, l’homme qui ne voulait pas être roi est porté par un projet aussi simple qu’ambitieux : dégager la biographie de Louis XVI de tous les clichés sous lesquels la chute de la monarchie a été ensevelie ; en finir avec l’image d’un roi rondouillard, empoté et peu vif d’esprit. Et montrer comment lorsqu’il devient roi à 20 ans à la mort de Louis XV en 1774, Louis XVI a une conscience aiguë des difficultés que traverse la France, et sait la nécessité de réformes profondes. Quinze ans plus tard la monarchie va s’effondrer car, à force de reculades devant des ordres constitués égoïstement et crispés sur leurs privilèges (noblesse et clergé), Louis XVI n’a pas trouvé les moyens politiques d’imposer les réformes que la société attendait.
Louis XVI fut le roi de France de 1774 à 1789, puis le roi des Français de 1789 à 1792. Petit-fils de Louis XV, il fut le dernier monarque absolu français.
Le roi fait appel à Turgot, un ministre compétent qui veut moderniser le royaume, mais il ne le soutient pas face à la cour. Necker, un nouveau ministre, ne parvient pas à faire payer l’impôt aux deux ordres privilégiés (noblesse et clergé), alors que le budget est déficitaire. Le soutien français à la guerre d’indépendance américaine (1776-1783) aggrave la dette.
En 1788, Louis XVI doit accepter de convoquer les États généraux (assemblée des 3 ordres, rassemblant les représentants du clergé, de la noblesse et du peuple), espérant qu’ils voteront de nouveaux impôts. Mais les États généraux se transforment en assemblée révolutionnaire : ils réclament des réformes et une Constitution...

## Fiche technique
- Réalisateur : Thierry Binisti
- Scénario : Jacques Dubuisson
- Format : Couleur - 1,78:1 - 35 mm
- Pays d’origine :  France
- Genre : Adaptation historique
- Durée : 90 minutes
- Dates de diffusion : le 29 novembre 2011 sur France 2

## Distribution
- Gabriel Dufay : Louis XVI (1754-1793) ;
- Raphaëlle Agogué : Marie-Antoinette (1755-1793) ;
- Jean-Yves Berteloot : Turgot (1727-1781) ;
- Carlo Brandt : Necker (1732-1804) ;
- Jean-Christophe Bouvet : Loménie de Brienne (1727-1794) ;
- André Penvern : Maurepas (1701-1781) ;
- Yann Babilee Keogh : Calonne (1737-1802) ;
- Matthieu Rozé : « Monsieur », le comte de Provence (1755-1824) ;
- Roger Miremont : l’abbé de Véri (1724-1799) ;
- Maryam Muradian : la baronne d’Oberville ;
- Jean-Claude Drouot : Malesherbes (1721-1794).
- Roland Copé : Voltaire
- Joe Sheridan : Benjamin Franklin
- Marina Tomé : Madame Adelaïde